# سایون ایکس‌بی
سایون ایکس‌بی (به انگلیسی: Scion xB) خودرویی است که از سال ۲۰۰۴–کنون تولید شده‌است. طراحی آن خودروهای موتور جلو-محور جلو بوده است. سیستم جعبه‌دندهٔ آن ۴ دنده به دو صورت خودکار و دستی است.

## نگارخانه

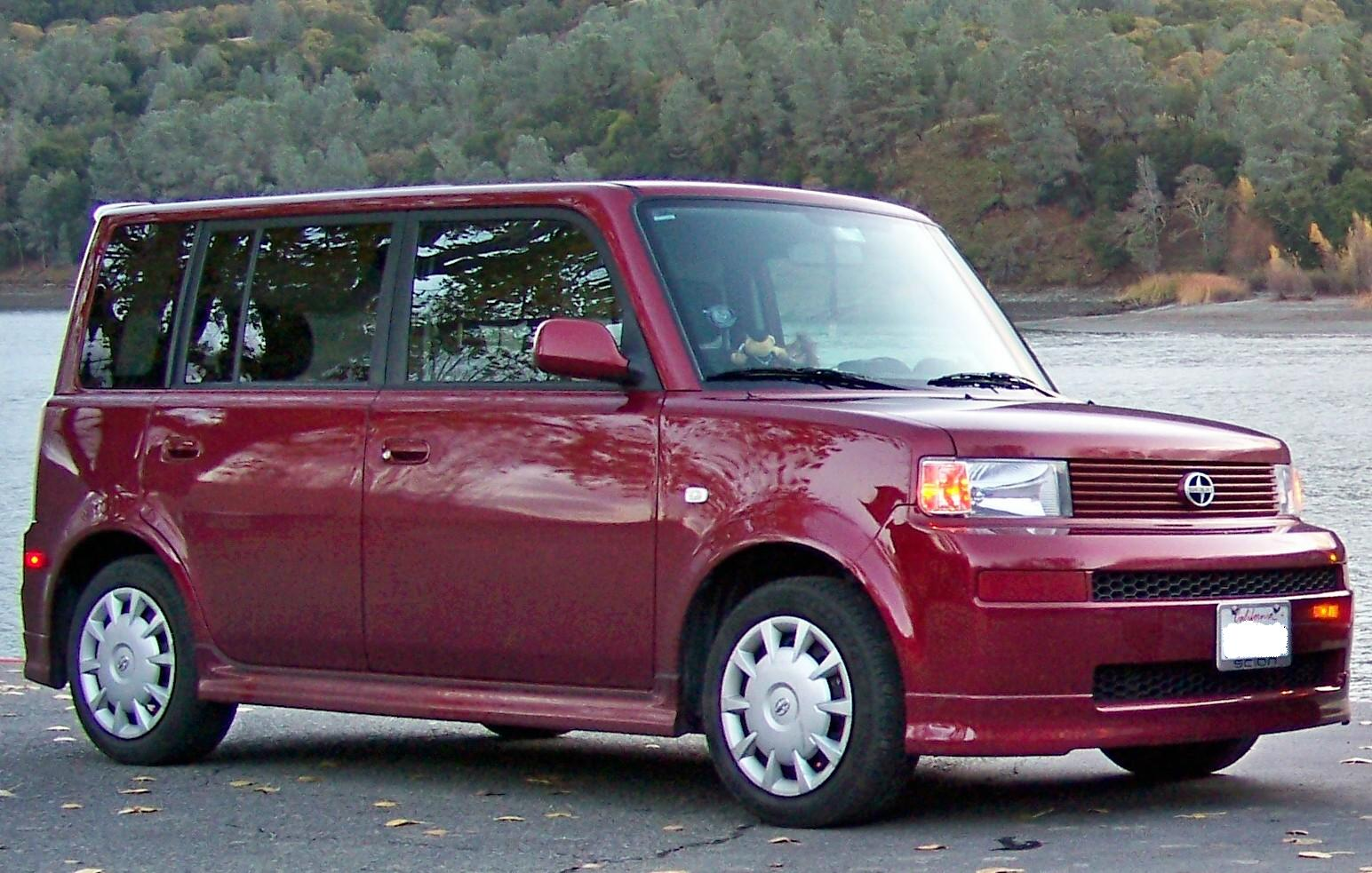
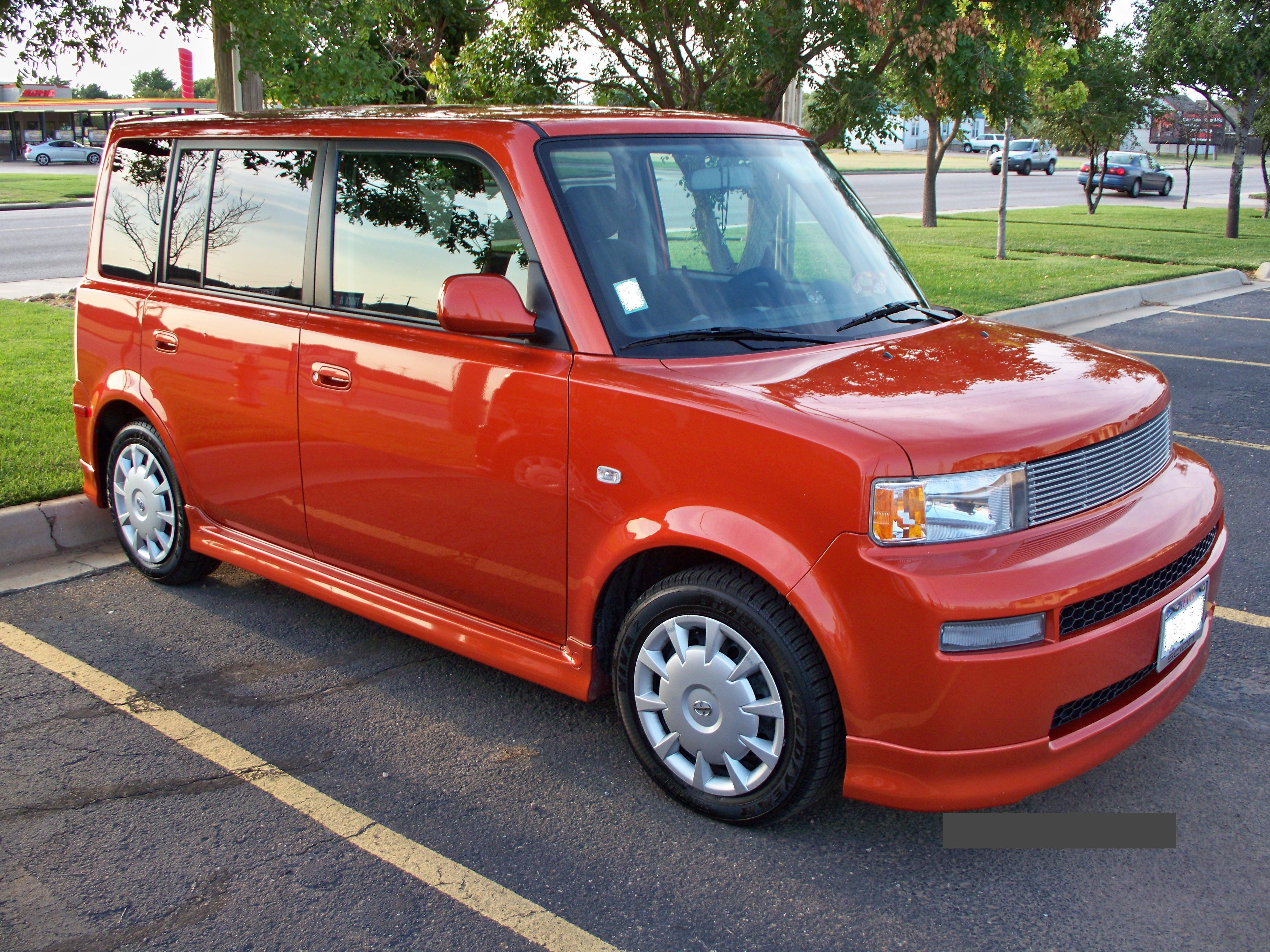
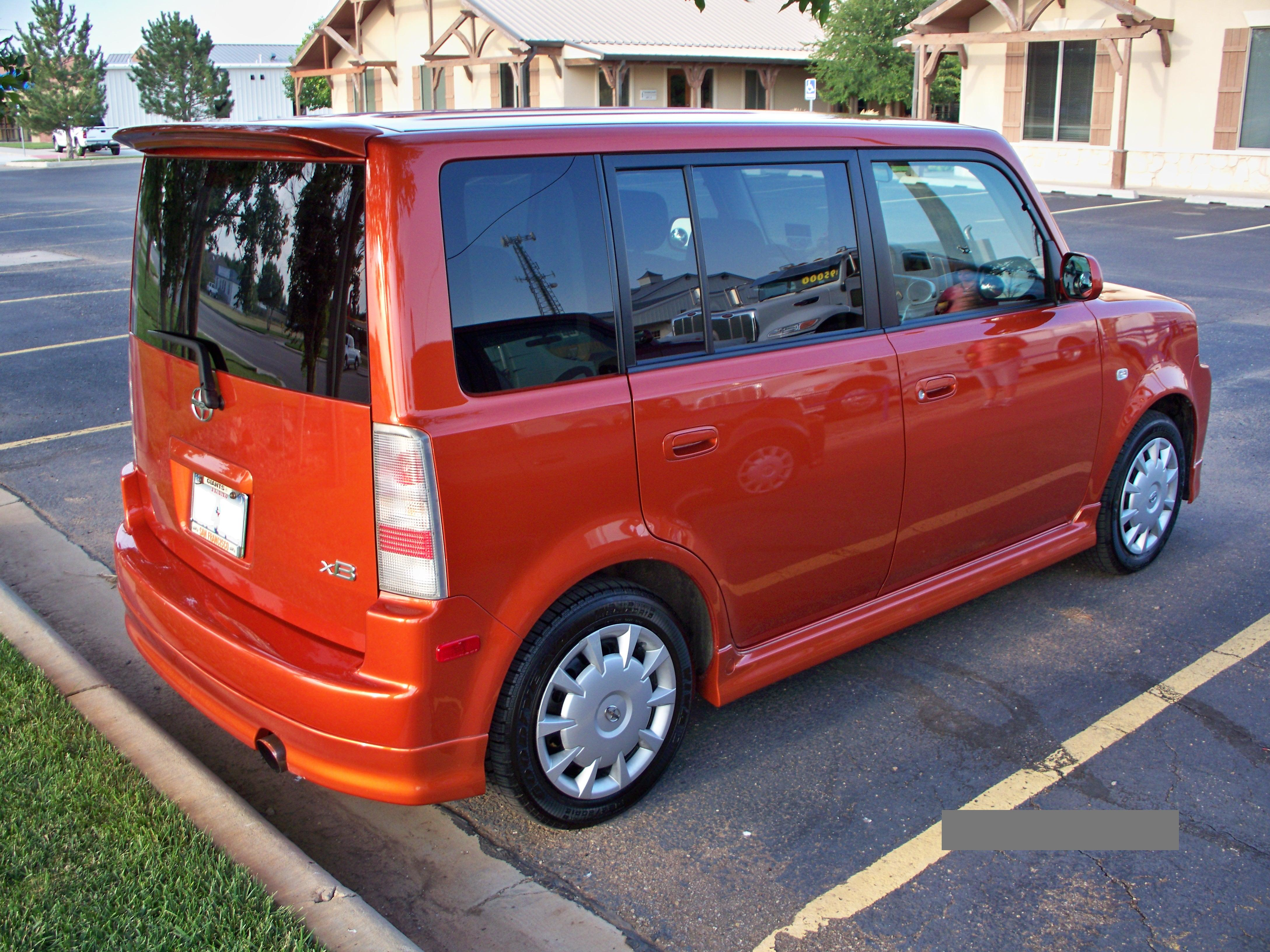